# DVD single
DVD single – singel muzyczny wydany w formie płyty DVD.

## Historia
Format został zapoczątkowany w późnych latach 90. XX wieku, a do szerszego obiegu trafił na początku XXI wieku. Singel DVD zastąpił przestarzałą technologię singli VHS. Jedne z wcześniejszych singli DVD wydanych w Stanach Zjednoczonych to „Superthruster” duetu Sly & Robbie wydany 9 lutego 1999; „All Is Full of Love” Björk wydany 12 października 1999; oraz „Music” Madonny wydany 5 września 2000 roku.
Wiele amerykańskich wytwórni zaczęło rezygnować z wydawania singli na płytach kompaktowych na rzecz dysków DVD. Na DVD ukazały się m.in.: „A Moment Like This” Kelly Clarkson, „Fighter” Christiny Aguilery, czy „Crazy in Love” Beyoncé. Z kolei w Wielkiej Brytanii format ten nigdy nie osiągnął dużej popularności i zamiast singli DVD, wielu artystów po prostu dodawało teledyski jako multimedialny bonus na singlach CD.
W Japonii bardzo popularne stało się wydawanie singli zarówno na płytach CD, jak i połączonych edycji CD+DVD. Format CD+DVD jest zazwyczaj droższy (o ok. 800 ¥) i zwykle zawiera teledyski, filmy z tworzenia albumu itp. Ayumi Hamasaki jest uważana za prekursorkę tego formatu. Jej singel „Fairyland” był jednym z pierwszych wydanych w ten sposób.
W Australii singel DVD oznacza także wydawane na płytach DVD kreskówki (na jednej płycie znajduje się jeden odcinek).